# Арсеніє Тодіраш
Арсеніє Тодіраш (рум. Arsenie Todiraș; нар. 22 липня 1983, Кишинів, Молдовська РСР) — молдовський співак, автор пісень та продюсер. Вокаліст гурту «O-Zone». Виступає під ім'ям «Arsenium». З початку 2017 року виступає в дуеті «Arsenium&Mianna», спільно з молодою співачкою Міанною.